# میدان هوایی شبرغان
فرودگاه شبرغان (به انگلیسی: Sheberghan Airfield) در شهر شبرغان، ولایت جوزجان در شمال غربی افغانستان قرار دارد. این فرودگاه در دشتی مجاور رودخانه در ۱۷ مایل دریایی (۳۱ کیلومتری) شمال شرقی شبرغان، ۱۲ مایل دریایی (۲۲ کیلومتری) غرب آقچه و ۴۰ مایل دریایی (۷۴ کیلومتری) شرق اندخوی واقع شده است. 

## امکانات
این فرودگاه در شهر شبرغان کشور افغانستان قرار دارد و در ارتفاع ۳۳۵ متری از سطح دریا واقع شده است و دارای دو باند موازی: 06L/24R با سطح آسفالت به ابعاد ۸۶۰۰ در ۸۰ فوت (۲۶۲۱ متر × ۲۴ متر) و 06R/24L با سطح سنگریزه‌ای به ابعاد ۶۹۳۹ در ۱۰۰ فوت (۲۱۱۵ متر × ۳۰) می‌باشد.